# Enentarzi
Enentarzi – kapłan boga Ningirsu, który w niejasnych okolicznościach zastąpił na tronie sumeryjskiego miasta-państwa Lagasz władcę Enanatuma II. Znany przede wszystkim jako odbiorca listu od innego kapłana, któremu udało się odpędzić oddział 600 elamickich maruderów. Panował prawdopodobnie jedynie przez kilka lat. Na tronie Lagasz zastąpił go jego syn Lugalanda.